# Rhapsody (pel·lícula)

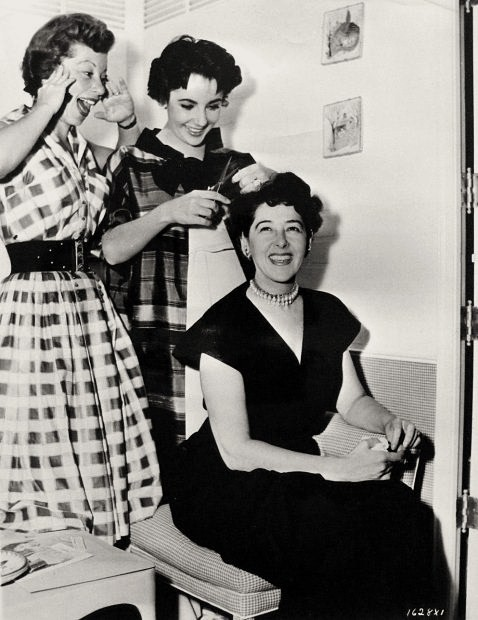
Annabella Levy (perruquera), Elizabeth Taylor (actriu) i Helen Rose (dissenyadora de vestuari) durant el rodatge de Rhapsody (1954).

 Rhapsody és una pel·lícula estatunidenca dirigida per Charles Vidor el 1954.

## Argument
Melodrama en el qual una jove de bona família anomenada Lousie s'ha de decidir entre dos amors: un violinista i un pianista. El primer d'ells està més preocupat per la seva música que per la seva vida amorosa, per aquest motiu ella l'abandona; aviat s'adonarà del terrible error que ha comès.

## Repartiment
- Elizabeth Taylor: Louise Durant
- Vittorio Gassman: Paul Bronte
- John Ericson: James Guest
- Louis Calhern: Nicholas Durant
- Michael Chekhov: Prof. Schuman
- Barbara Bates: Effie Cahill
- Richard Hageman: Bruno Fürst
- Richard Lupino: Otto Krafft
- Celia Lovsky: Frau Sigerlist
- Stuart Whitman: Dove
- Madge Blake: Mrs. Cahill
- Jack Acanala: Edmund Streller
- Birgit Nielsen: Madeleine
- Jacqueline Duval: Yvonne

## Producció
La novel·la Maurice Guest va ser publicada originalment el 1908.
Rhapsody va ser rodada a Florhofgasse, Zuric (les escenes al carrer) i a Pontresina, Cantó de Graubünden a Suïssa.

## Rebuda
Segons la MGM el film va aconseguir 1.291.000 dòlars als EUA i Canadà i 2.001.000 a la resta del món, resultant unes pèrdues de 217.000 dòlars.